# Estado Nacional Legionario
El Estado Nacional Legionario (en rumano: Statul Național-Legionar Român) fue el nombre del modelo de Estado, de carácter fascista, que rigió en Rumania entre el 14 de septiembre de 1940 y el 14 de febrero de 1941, cuando fue abolido formalmente y sustituido por una dictadura militar encabezada por el general Ion Antonescu.
La política de Carlos II quedó completamente desacreditada por las pérdidas territoriales del verano de 1940 y a principios de septiembre se celebraron grandes manifestaciones que exigían su abdicación. Una vez aceptado el encargo de formar Gobierno para tratar de resolver la crisis, Antonescu exigió la abdicación del rey, que acabó concediéndola por la falta de apoyo tanto popular como de los partidos políticos. Después de intentar formar un Gobierno de unidad nacional con los partidos tradicionales, que se negaron, Antonescu quedó reducido a crearlo únicamente con el apoyo de la Guardia de Hierro, Sin embargo, los principales ministerios, salvo el de Interior, quedaron en manos de militares, tecnócratas o políticos conservadores.
El país se enfrentaba a una aguda crisis. Las pérdidas territoriales habían reducido la producción agrícola y esta mengua, a su vez, causó una gran inflación. A ello se unió la llegada de unos trescientos mil refugiados a los que el nuevo Gobierno hubo de atender. Para rematar la situación, a comienzos de noviembre un gran terremoto infligió graves daños en el sur de Rumanía.
La coalición entre Antonescu y la Guardia duró ciento treinta y un días caracterizados por el caos político y social que desprestigió a los legionarios como opción política. La inestable coalición quedó rota por los acontecimientos de noviembre, que enemistaron definitivamente a los legionarios con sus socios de gobierno conservadores. Tras un aumento de la tensión y frustración en las filas de la Guardia por la falta de venganza a los dirigentes del antiguo régimen real, el 26 de noviembre radicales y policías cercanos a la organización asesinaron a sesenta y cuatro de ellos en la matanza de Jilava.
A comienzos de enero de 1941, ante la inminencia del choque con la Guardia por el control del poder estatal, Antonescu solicitó una entrevista con Hitler. En el encuentro con este, Antonescu solicitó su acuerdo para expulsar a los legionarios del Gobierno y recibió la aquiescencia de aquel. Las medidas de Antonescu a su regreso a Rumanía, rechazadas por la Guardia, aceleraron la rebelión legionaria en preparación, que estalló entre el 21 y 23 de enero. Antonescu, apoyado por el Ejército, que estaba en contra de los legionarios, intervino ese mismo día y suprimió la rebelión, con el beneplácito de Hitler. El Estado Nacional Legionario fue formalmente disuelto el 14 de febrero de 1941. Antonescu instauró entonces una dictadura militar de corte conservador que duró hasta su derrocamiento por el golpe de Estado del rey Miguel el 23 de agosto de 1944.

## Antecedentes

Pérdidas territoriales en el verano de 1940 que precipitaron la abdicación de Carlos II y la toma del poder por Antonescu en coalición con la Guardia de Hierro.

En virtud del Pacto Ribbentrop-Mólotov de agosto de 1939 que dividía el este de Europa en áreas de influencia alemana y soviética y aprovechando las últimas fases de la batalla de Francia que ocupaba al grueso del Ejército alemán a finales de 1940, la Unión Soviética presentó un ultimátum a Rumanía exigiendo la cesión de Besarabia, territorio en litigio entre ambos países, y del norte de Bucovina, zona de mayoría ucraniana aunque excluida del acuerdo germano-soviético. Tras tratar en vano de lograr el apoyo de Hitler, el rey Carlos II cedió a la presión soviética y evacuó inmediatamente las provincias, como le exigían. El 26 de junio de 1940, los ejércitos soviéticos ocuparon las provincias recién desalojadas.
A continuación, el Gobierno húngaro, que llevaba desde 1920 tratando de recuperar los territorios perdidos tras la derrota en la Primera Guerra Mundial por el Tratado de Trianon, decidió aprovechar la situación para recobrar al menos parte de Transilvania. Aunque se había negado inicialmente a mediar entre los dos países, la incapacidad de llegar a un acuerdo mediante negociaciones bilaterales, la creciente tensión militar entre húngaros y rumanos y la posibilidad de una guerra que amenazase su suministro de petróleo rumano hicieron que Hitler se decidiese a actuar para evitar un enfrentamiento que hubiese perjudicado el aprovisionamiento de materias primas para la industria de guerra alemana. Se obligó a Hungría y Rumanía a aceptar el dictamen de Alemania e Italia en el Segundo arbitraje de Viena del 30 de agosto de 1940 por el que el norte de Transilvania pasó a control húngaro. Días más tarde, por los Acuerdos de Craiova, Rumanía cedió la Dobruya meridional a Bulgaria.

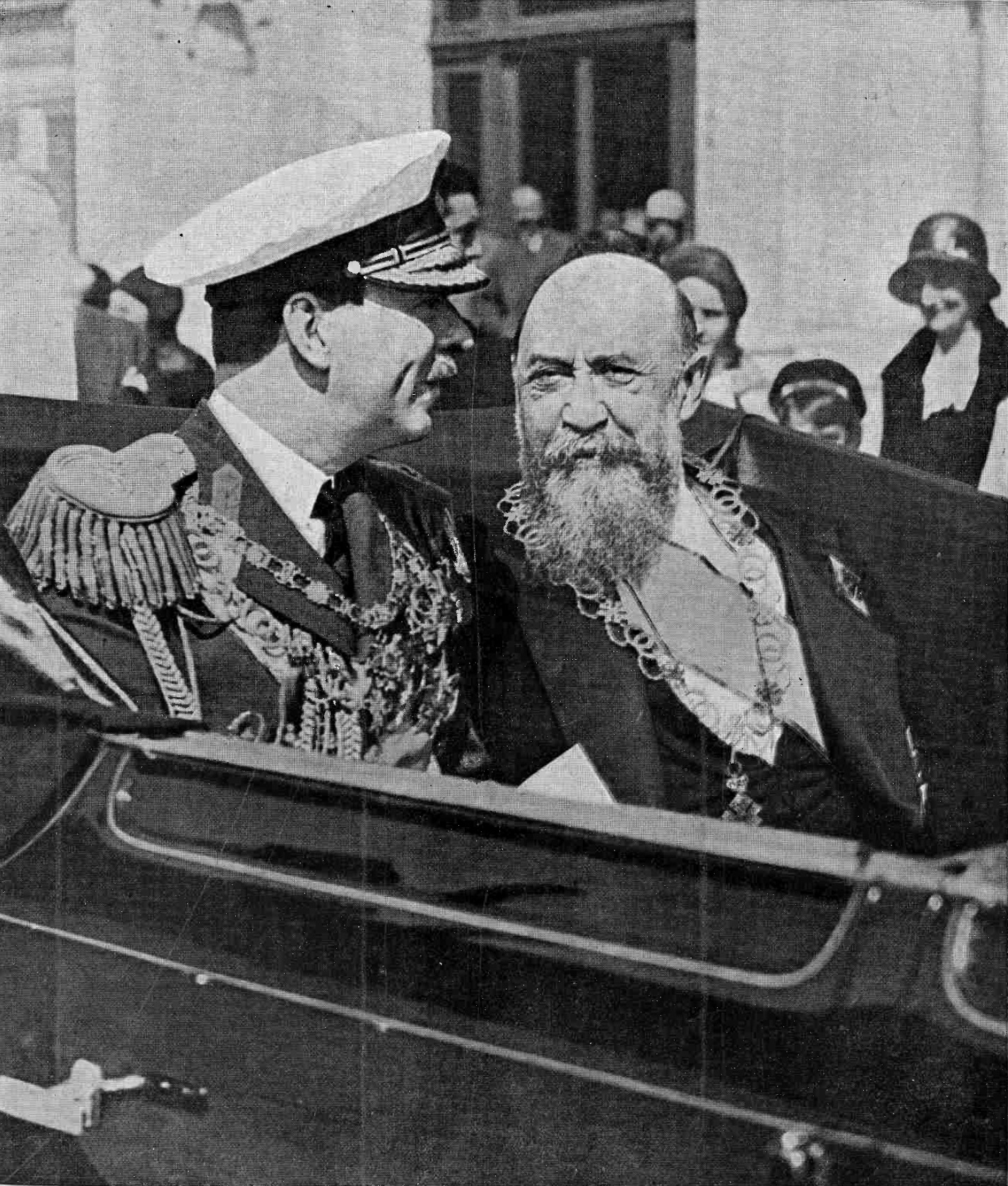
El rey Carlos II junto al historiador Nicolae Iorga, asesinado en noviembre por la Guardia de Hierro. Los reveses en política exterior que condujeron a cuantiosas pérdidas territoriales durante el verano de 1940 hundieron su reputación y forzaron su abdicación a comienzos de septiembre.

La política del rey quedó completamente desacreditada y comenzaron grandes manifestaciones que exigían su abdicación. El 3 de septiembre, la Guardia de Hierro, la mayor organización fascista del país, trató de tomar el poder, pero fracasó, aunque mantuvo su apoyo a las crecientes concentraciones contra el monarca. Al día siguiente, este se vio obligado a llamar al general Ion Antonescu —muy hostil al monarca pero con gran prestigio en el Ejército— para encargarle la formación de un nuevo Gobierno y tratar de salvar su régimen, apoyándose en la figura del general. Una vez aceptado el encargo después de superar ciertas reticencias, Antonescu exigió la abdicación del rey, que acabó concediéndola por la falta de apoyo tanto popular como entre los partidos políticos y se exilió el día 6.
El nuevo rey Miguel concedió plenos poderes a Antonescu el mismo día 6, nombrándole «caudillo del Estado rumano» (Conducătorul Statului Român). Después de intentar formar un Gobierno de unidad nacional con los partidos tradicionales, que se negaron, Antonescu quedó reducido a crearlo únicamente con el apoyo de la Guardia, cada vez más popular. El 14 de septiembre, Antonescu formó un Gobierno con los legionarios, en el que él era presidente del Consejo de Ministros, y Horia Sima, el líder de los legionarios, vicepresidente. El mismo día, Rumanía fue declarada «Estado nacional-legionario», con un único partido reconocido, la Guardia. Se había nombrado al general «caudillo» de la Guardia, mientras que Sima seguía siendo su «comandante». Antonescu había recibido ya el día 5 el respaldo del embajador alemán, con ciertas condiciones, entre ellas la aceptación de una misión militar alemana, que debía asegurar los pozos petrolíferos rumanos y el suministro a Alemania.
Paradójicamente dada la cercanía ideológica, los alemanes no insistieron en el control de la Guardia sobre el gabinete, temerosos de que las medidas económicas que pudiesen tomar les perjudicasen. Desconfiaban además de la capacidad de la dirección de la formación, muy fragmentada. Los representantes alemanes, por el contrario, dejaron clara a Antonescu su preferencia por que los principales ministerios quedasen fuera del control los legionarios, a los que recomendaron cooperar con el general. En efecto, los principales ministerios, salvo el de Interior, quedaron en manos de militares, tecnócratas o políticos conservadores.

## Política interior: rivalidad entre Antonescu y la Guardia
La coalición entre Antonescu, que necesitaba la imagen filonazi y el apoyo popular de que gozaba la Guardia y esta, que precisaba del prestigio de Antonescu en el Ejército —cuyo desdoro por las sucesivas retiradas había imposibilitado la formación de un Consejo de Ministros puramente militar— y los partidos políticos tradicionales, no fue sencilla. La aparente concordia pública entre los dos coaligados encubría desavenencias —fruto de una visión diferente del Estado— y la lucha continua por controlar la Administración y las fuerzas de seguridad. Antonescu, conservador, antisoviético y con un historial de contactos con dirigentes ultraderechistas, no era, sin embargo, un radical ni inicialmente favorable a Alemania, a diferencia de sus nuevos socios de gobierno. Además, la Guardia se encontraba dividida internamente en fracciones acaudilladas por dirigentes de escasa relevancia al haber perdido a los principales durante la represión real de la formación. La principal corriente la presidía Horia Sima, de escasa talla política y mal valorado por los alemanes, pero que trataba de presentarse como sucesor legítimo y representante del fallecido Codreanu.

### Crisis nacional
El país se enfrentaba a una aguda crisis. Las pérdidas territoriales habían reducido la producción agrícola y esta mengua, a su vez, causó una gran inflación. A ello se unió la llegada de unos trescientos mil refugiados a los que el nuevo Gobierno hubo de atender. Para rematar la situación, a comienzos de noviembre un gran terremoto infligió graves daños en el sur de Rumanía, incluyendo el hundimiento de unos mil seiscientos edificios en la capital.

### Actividades de la Guardia
Por el acuerdo de gobierno, la Guardia había quedado encargada de la organización del nuevo «Estado legionario», de carácter totalitario. Tratando de movilizar a la población en favor de los ideales de la formación, retomó los métodos propagandísticos que había utilizado hasta su represión en 1938, incluyendo las ceremonias públicas de aspecto religioso, la impresión de numerosas publicaciones y la organización de diversas formaciones dirigidas a distintos segmentos de la población. Sima trataba de eliminar al resto de partidos políticos y aplicar una reforma nacionalsocialista a la economía y a la sociedad rumanas. Durante las primeras semanas, Antonescu y Sima presidieron grandes manifestaciones en uniforme de la Guardia, bajo enormes retratos de Codreanu, como símbolo de unidad de la coalición entre el general y los legionarios. Los numerosos desfiles funerarios en honor a los dirigentes legionarios fallecidos —de asistencia obligada para los funcionarios—, sin embargo, llegaron a afectar a la economía, causaron la solicitud alemana de ponerles término y llevaron a que los críticos tachasen al régimen de «Estado Nacional Funerario».

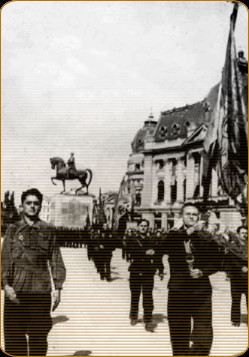
Manifestación de la Guardia en Bucarest. Las marchas multitudinarias se sucedieron durante el periodo.

En las ciudades, la Guardia prometió mejorar las condiciones de vida de los trabajadores, limitar el poder de los empresarios, aumentar los salarios y establecer un sistema de cantinas y tiendas en barrios obreros. Para atraer a estos a la Guardia, se reforzó el Cuerpo Obrero Legionario, fundado en 1936, con notable éxito. Relativamente autónomo, llevó a cabo una gran actividad, fundamentalmente social (creación de cooperativas, cantinas, depósitos...). Fue también uno de los elementos más radicales y brutales de la Guardia. En contraste con el periodo anterior, las actividades en el campo para ganarse el favor del campesinado fueron menores y pasaron a un segundo plano respecto a las urbanas. Las antiguas marchas por el agro rumano prácticamente desaparecieron. Otro grupo de especial interés para la Guardia y en el que encontró considerable respaldo fue el de los estudiantes universitarios. A la principal organización estudiantil del país se le impuso un presidente legionario. Dado el encargo a la Guardia de «organizar a la juventud», se produjo una reforma del sistema educativo y la mayoría de los estudiantes de enseñanza primaria y secundaria quedaron encuadrados en «hermandades de la cruz». La organización creció enormemente, en cientos de miles —los denominados «septembristas»—, algunos de ellos meros oportunistas, que inundaron una organización con escasos veteranos debido a la anterior represión real, dividida en fracciones enfrentadas y con dirigentes de segunda fila. Estos nuevos afiliados, a menudo sin conocimiento alguno de la organización, desaparecieron casi completamente tras la eliminación de la Guardia del poder a comienzos de 1941.
Una de los aspectos más exitosos del periodo de gobierno de la Guardia fueron sus medidas de obra social. Estas incluyeron el ajutor legionar, copia de la «ayuda de invierno» (Winterhilfswerk) alemana, con su distribución gratuita de ropa y alimentos y la asistencia a los refugiados y a las víctimas del terremoto de noviembre. En parte más importante como gesto hacia la población más desfavorecida que por su gran eficacia y no libre de desorganización o abusos, le granjeó, no obstante, un notable apoyo social.
A pesar de su éxito efímero en recuperar el favor popular, evidente en las numerosas y multitudinarias marchas del otoño de 1940, la Guardia había perdido la mayor parte de su crédito político a comienzos de 1941 por su incapacidad de cumplir la promesas hechas a la población. La inflación y la prohibición de huelgas y sindicatos, por ejemplo, anularon las mejoras en las condiciones de los obreros, como los aumentos salariales o la implantación de un salario mínimo. Su promesa de eliminar a la burguesía se convirtió en la práctica en un vano intento de concordia entre esta y el proletariado y en un aburguesamiento de algunos de sus miembros.
La situación económica, de crisis por las pérdidas territoriales que afectaron tanto a la agricultura como a la industria (pérdida de cosechas, de materias primas y de mercados, aparición de cientos de miles de refugiados), se vio agravada por las medidas de la Guardia. Esta controlaba el Ministerio de Economía Nacional, responsable de coordinar las medias económicas gubernamentales y a través de él trató de hacerse con el dominio de la economía nacional. El 5 de octubre, se crearon las «comisiones de rumanización», encargadas de tomar el control de las empresas consideradas de interés nacional. Sus miembros eran siempre legionarios, sin conocimientos adecuados, que causaron el caos en las empresas que se les encargaba gestionar o caían en la corrupción. Los intentos de expropiar las empresas a las minorías —especialmente a los dueños judíos— condujeron a saqueos que pusieron en peligro la economía nacional. La violencia, la inseguridad y la fuga del capital judío dañaron la economía. Las medidas radicales de la Guardia asustaron a la burguesía. La coerción a los dueños de negocios judíos para «rumanizar» estos trajo consigo también una indeseada consecuencia: la venta de muchos de ellos a la minoría alemana, protegida y financiada por el Reich y a menudo dispuesta a aprovechar la situación para hacerse con el control de aquellos.
A partir de octubre, se multiplicó la violencia de la Guardia, que Sima tuvo que aceptar para mantener su precario control de la organización. Los desmanes de los legionarios —que incluían palizas, secuestros, ventas forzadas o castigos medievales a sus víctimas— afectaron a los ciudadanos extranjeros residentes en el país, lo que causó la protesta de las embajadas. Sus antiguos rivales de la LANC también sufrieron acoso, así como los nacional-campesinos o los liberales. aunque la mayor cantidad de tropelías se cometieron contra la población judía. Al antisemitismo estatal y al de la prensa, se unieron los abusos de los legionarios. Las medidas reformistas o revolucionarias de la Guardia acabaron por palidecer al lado de su violencia. Entre septiembre y enero de 1941, hasta la rebelión que supuso su apartamiento del poder, los legionarios extendieron el maltrato, el robo y las brutales palizas a cientos de judíos y asesinaron a doce.

### Actividad de Antonescu
Antonescu puso en marcha diversas investigaciones para tratar de desmantelar los restos del régimen real, creando un tribunal especial para investigar y juzgar a destacados miembros de aquel y ordenando la investigación del enriquecimiento de funcionarios y empresarios.
En política exterior, se enfrentó continuamente al ministro de Asuntos Exteriores legionario, el príncipe Sturdza, empeñado en cambiar al personal del ministerio tanto en el extranjero como en la propia Rumanía.

### Tensión entre los socios de gobierno
Al mismo tiempo, los dirigentes de la Guardia y Antonescu luchaban por controlar las fuerzas de seguridad del Estado. En las ciudades, los legionarios lograron infiltrarse en la Policía y crear una propia, la «policía legionaria», sin formación específica y en la práctica sometida a los intereses de la organización. Esta fuerza, con uniforme particular y en parte motorizada, fue causa de numerosos desmanes —en especial hacia la población judía—. Antonescu, sin embargo, logró frustrar los intentos de los legionarios de extender su influencia en el Ejército.
Los legionarios intentaron desde el principio tomar el mando en el país (todos los prefectos de las cincuenta provincias fueron nombrados de entre los legionarios), desarrollando una campaña de ajuste de cuentas con sus antiguos adversarios y perseguidores y de terror hacia los judíos, utilizando para ello las «comisiones de rumanización». Estas funcionaron de manera descoordinada, arbitraria y extraordinariamente corrupta. Por su parte, Antonescu se oponía a la venganza de la Guardia y trató de reducir sus actos de violencia, contrarios a su concepto de orden. Una y otra vez, Antonescu trató infructuosamente en los consejos de ministros de poner fin a las ilegalidades de los legionarios.
Un importante motivo de desacuerdo era la intención de la Guardia de vengarse de los responsables de la cruel represión sufrida a manos de los dirigentes del anterior régimen carolista y el rechazo de Antonescu, que deseaba dirimir las responsabilidades de manera legal, a través de un tribunal especial. El asesinato del historiador y ex primer ministro Nicolae Iorga y del economista Virgil Madgearu y el día anterior el de otros sesenta y cuatro presos de la cárcel de Jilava —algunos de ellos destacados ministros y funcionarios del régimen de Carlos II— acrecentaron la tensión en la coalición de Gobierno. En respuesta a estas atrocidades de los últimos días de noviembre, Ion Antonescu —adepto al «orden legal» y a la «tranquilidad pública»— emitió el 28 de noviembre un decreto ley contra las infracciones «en contra del orden público y los intereses del Estado» y el 5 de diciembre otro que castigaba con la muerte los que «instigasen a la rebelión». El consejo de ministros del 27 de noviembre había conducido casi a la ruptura entre el general, que exigió una condena pública de los asesinatos, y los dirigentes legionarios, que trataron de justificarlos. Solo el deseo de las dos partes de posponer el enfrentamiento llevó a un acuerdo temporal, que incluyó la condena de las muertes a cambio de mantener el control policial legionario en la capital. Las matanzas, aunque amedrentaron a la burguesía rumana, no perjudicaron a la popularidad de la Guardia, ni se detuvieron; durante diciembre se extendieron las atrocidades contra los judíos tanto en la capital como en las provincias, así como los abusos de los representantes legionarios. Para año nuevo, los legionarios preparaban una gran purga de la antigua clase política, que solo la precipitada intervención de Sima evitó.

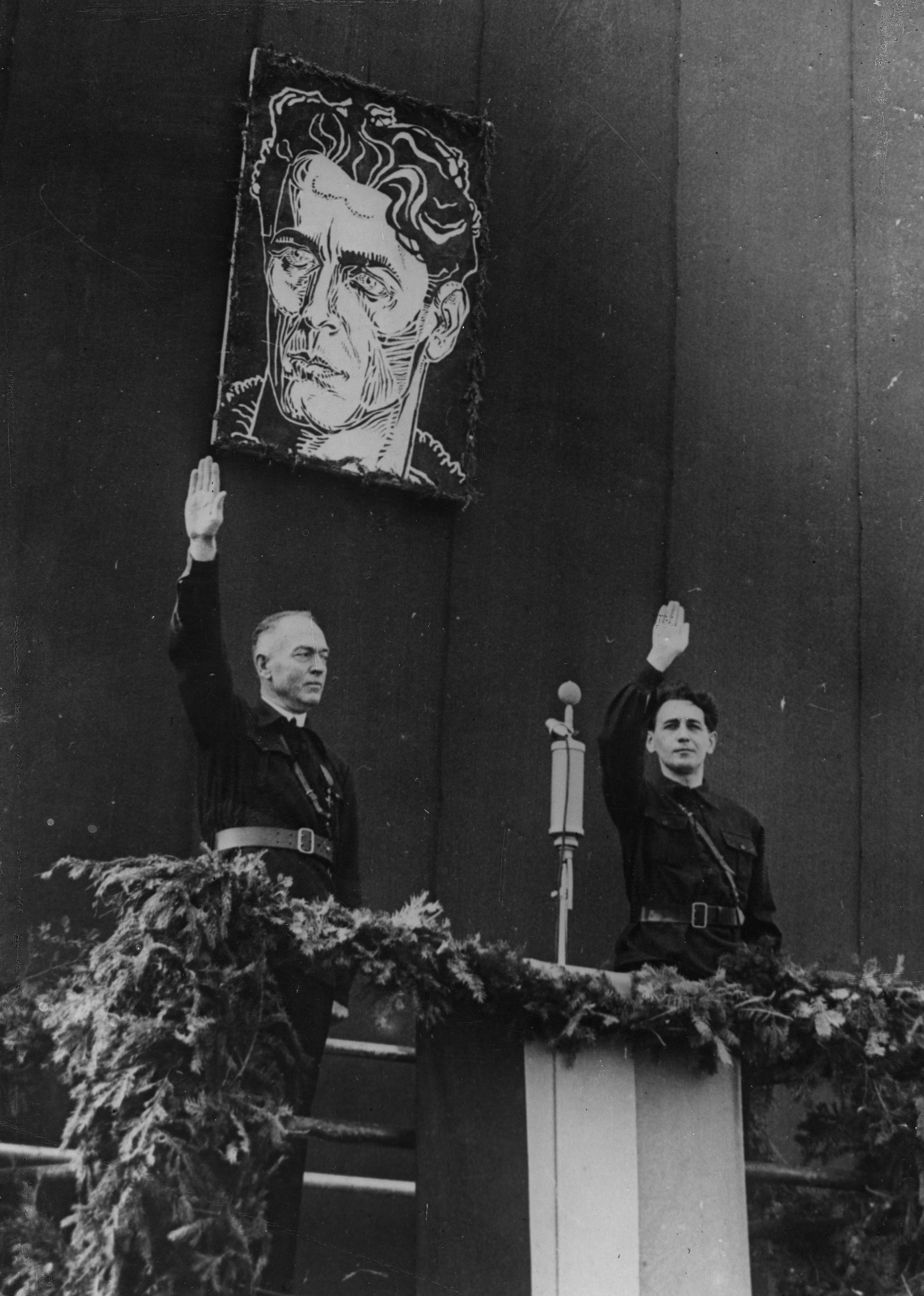
El general Ion Antonescu (izquierda), junto al dirigente de la Guardia Horia Sima en un homenaje al fallecido fundador de esta, Corneliu Zelea Codreanu, en octubre de 1940, pocas semanas después de la proclamación del Estado legionario. A pesar de la apariencia de cordialidad, ambos sostuvieron una lucha soterrada por el poder que acabó en el enfrentamiento de enero de 1941.

Los intentos de influir en el Ejército y de reformarlo para convertirlo a los ideales de la Guardia hizo que esta perdiese todo favor entre los militares, a pesar de haber contado con ciertos simpatizantes, especialmente entre los oficiales de graduación media y baja, hasta septiembre de 1940. Un general próximo a los legionarios, nombrado por el propio Antonescu el 4 de septiembre para mandar las tropas de la capital, había sido el que, al negarse a disparar contra la enorme multitud congregada ante el palacio real, había acabado de forzar la abdicación de Carlos II.
Los disturbios causados por las actividades de los legionarios tampoco complacían a los alemanes, preocupados por sus efectos en la economía que deseaban explotar en su beneficio. Las SS, sin embargo, ayudaron a crear una nueva policía legionaria, aunque no lograron tomar el control de la Guardia, ni disminuir el resentimiento de algunas fracciones por la agitación de las organizaciones alemanas entre la minoría germana del país, que veían como peligrosa para la unidad del Estado. Los legionarios tampoco estaban satisfechos con el traspaso de algunas importantes empresas hasta entonces controladas por las democracias occidentales a manos de los alemanes, que trataron de estorbar mediante la coacción, para disgusto alemán. En enero Sima se quejó a Antonescu por el traspaso de ciertas empresas de capital judío a los alemanes, que deseaba que pasasen a manos de la Guardia.
En conjunto, la relación entre Antonescu y los legionarios no dejaba de empeorar en el invierno de 1940. Para Antonescu, los legionarios habían demostrado ser socios de gobierno incompetentes y poco fiables que no compartían su ideal estatal de tranquilidad interna y desarrollo económico. Las proclamas de cambio radical legionario se habían traducido en la práctica en un intento por hacerse con el poder, actos de venganza contra sus antiguos rivales. El día de año nuevo, dirigió una última e inútil advertencia a la Guardia, que continuó con sus actividades confiando en su propia fuerza y en el respaldo de Alemania. En su futuro enfrentamiento con los legionarios, Antonescu contaba con el apoyo del Ejército, de la cúpula eclesiástica y de los partidos tradicionales, que aborrecían la violencia de aquellos. La actitud alemana, por el contrario, no estaba clara. En general, las organizaciones del partido nazi favorecían a la Guardia, mientras que el Ministerio de Asuntos Exteriores y los mandos militares mostraban su preferencia por Antonescu.

## Política exterior: alianza con el Eje

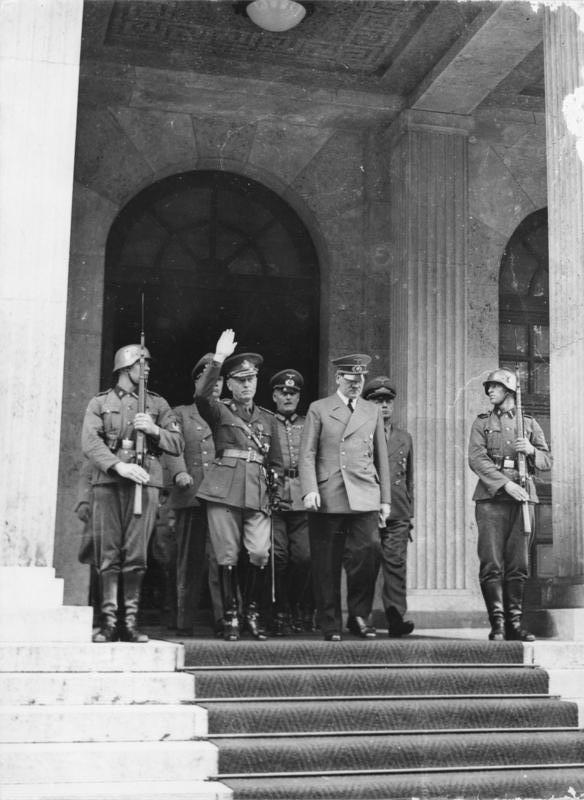
Antonescu junto a Hitler en 1941.

Dada la extrema debilidad de los aliados tradicionales de Rumanía, Gran Bretaña —en aquellos momentos combatiendo en solitario contra Alemania— y, especialmente, Francia —que acababa de ser derrotada y ocupada parcialmente y había ofrecido escaso apoyo a los países de Europa oriental durante la década de 1930—, la postura tradicionalmente favorable de Antonescu hacia los franco-británicos no podía sostenerse. La rivalidad con la Unión Soviética y Hungría hacía que sólo una política favorable a Alemania pareciese permitir la defensa del país. Por otra parte, la Guardia de Hierro siempre había declarado su favor por las potencias fascistas. En esta situación, Antonescu decidió estrechar los lazos políticos y económicos con el Reich. Reiteró la solicitud del envío de una misión militar alemana con el teórico cometido de reformar el Ejército rumano —en realidad, su principal misión era la protección de los pozos petrolíferos frente a soviéticos y británicos— y comenzó a negociar un nuevo acuerdo económico con Berlín. El interés de Antonescu coincidió con el alemán, que deseaba las materias primas rumanas y, más tarde, la cooperación del país para el futuro ataque a Grecia y a la URSS.
El 10 de octubre, comenzaron a llegar las primeras unidades alemanas a territorio rumano. A mediados de noviembre, ya había veintitrés mil soldados alemanes en Rumanía, número que creció considerablemente por los preparativos de ataque a Grecia, que Berlín planeaba realizar a través de Bulgaria. Las unidades alemanas llegaron al país, no obstante, con el cometido oficial de adiestrar al Ejército rumano.
El 23 de noviembre, durante la primera visita oficial de Antonescu a Hitler, aquel firmó el Pacto Tripartito por el que el país se unió al Eje. La visita también estableció la confianza del canciller alemán en Antonescu y la colaboración militar y económica de Rumanía con el Reich, que se mantuvo hasta el derrocamiento de este en agosto de 1944.
El 4 de diciembre, Alemania y Rumanía firmaron un nuevo acuerdo económico que alineó aún más la economía rumana al esfuerzo bélico alemán, aunque también produjo beneficios para aquella.

## Enfrentamiento y derrota de la Guardia
A comienzos de enero de 1941, los dos bandos estaban armando a sus partidarios. Ante la inminencia del choque con la Guardia por el control del poder estatal, Antonescu solicitó una entrevista con Hitler. En el encuentro con este del 14 de enero de 1941, al que Sima decidió no acudir a pesar de haber sido invitado, Antonescu solicitó su acuerdo para expulsar a los legionarios del Gobierno y recibió la aquiescencia de aquel. Cuando volvió a Rumanía, anuló las «comisiones de rumanización» (18 de enero), despidió al ministro de Interior (legionario) Constantin Petrovicescu y al jefe de la Policía utilizando como justificación el asesinato de un oficial alemán, relevó al jefe del servicio secreto y reemplazó a todos los prefectos legionarios (20 de enero). Estas medidas, rechazadas por la Guardia, aceleraron la rebelión legionaria en preparación, que estalló entre el 21 y 23 de enero.

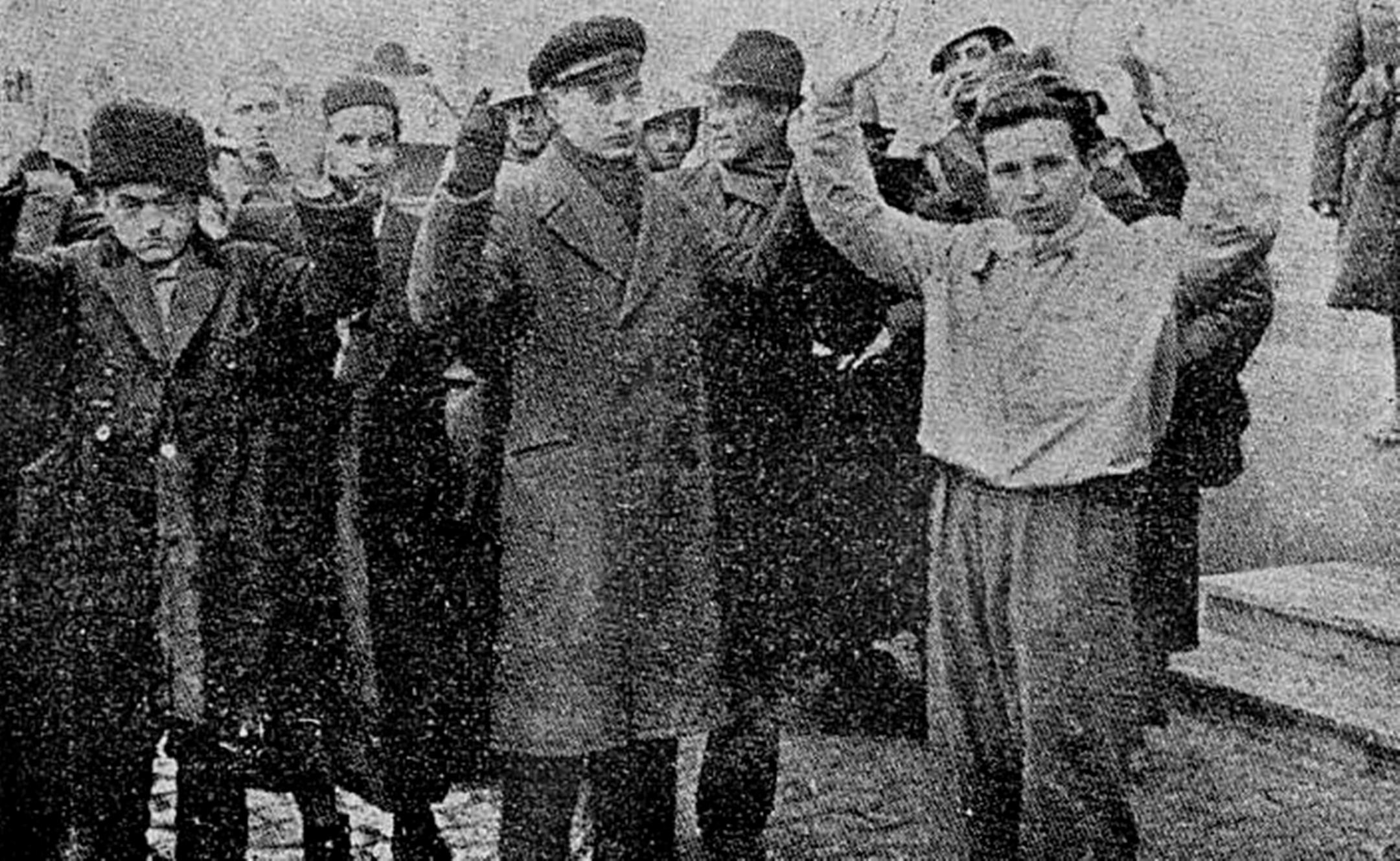
Legionarios rindiéndose a las tropas tras el fracaso de la revuelta de la Guardia contra Antonescu a finales de enero de 1941.

La noche del 20, los legionarios tomaron edificios estratégicos en la capital y otras ciudades. Los principales acontecimientos, sin embargo, se limitaron a Bucarest. La capital, a excepción del edificio de la presidencia, los cuarteles, la estación ferroviaria del norte de la ciudad y algunos ministerios, quedó en manos de la Guardia, dedicada al saqueo y el asesinato. En parte, la rebelión fue un estallido social de los más desfavorecidos de la capital, desesperados por la crisis política y social. La población judía sufrió especialmente la brutalidad de los legionarios, que cometieron salvajes asesinatos. El 21, ante la aparente debilidad de Antonescu por la falta de reacción de las unidades militares, Sima exigió su cese. Ese mismo día, la rebelión se había extendido a todo el país. El general, en realidad, esperaba el descrédito de la Guardia ante la población por sus acciones y la confirmación del respaldo alemán —en aquel momento ciento setenta mil soldados alemanes se encontraban acantonados en el país—, que ambos contendientes buscaron. El día 22, ciento veinte judíos fueron asesinados a sangre fría. Antonescu, apoyado por el Ejército, que estaba en contra de los legionarios, intervino ese mismo día y suprimió la rebelión, con el beneplácito de Hitler. Como símbolo del apoyo alemán al general, fuerzas alemanas desfilaron ante él. El 23 se rendía el grueso de los legionarios. El representante económico alemán, Hermann Neubacher, había impuesto a Sima —escondido desde el comienzo de la revuelta— el fin de la resistencia la noche del 22. Los principales dirigentes legionarios, sin embargo, lograron huir de la represión de Antonescu, protegidos por los propios alemanes (principalmente por las SS y el Sicherheitsdienst), que facilitaron su salida del país. Los intentos alemanes de reconciliar a las partes y de lograr que Antonescu permitiese que representantes de la Guardia permaneciesen en el gabinete fracasaron.
La revuelta costó varios cientos de vidas: al menos veintiún soldados murieron y otros cincuenta y tres resultaron heridos en los combates y se calcula que en todo el país al menos trescientas setenta y cuatro personas murieron y otras trescientas ochenta quedaron heridas en los choques. El Gobierno detuvo y más tarde envió al frente a la mayoría de los legionarios implicados en el alzamiento, mientras que sus dirigentes lograron huir al extranjero y aquellos que no habían participado en él no sufrieron represalias.

## Abolición
Antonescu presentó un nuevo Consejo de Ministros, principalmente formado por militares, el 27 de enero. El 5 de febrero, promulgó un decreto que castigaba con dureza el desorden público y eliminaba cualquier organización o manifestación de oposición al Gobierno. El Estado Nacional Legionario fue formalmente disuelto el 14 de febrero de 1941, a lo que siguió una gran operación de represión contra los miembros de la Guardia, que incluyó la detención de nueve mil de ellos y la condena a diversas penas de cárcel de más de seis mil. El mismo decreto prohibió cualquier oposición política. Las acciones de Antonescu recibieron el respaldo en un plebiscito amañado del 99,9 % de los votantes a comienzos de marzo.
Antonescu instauró entonces una dictadura militar de corte conservador que duró hasta su derrocamiento por el golpe de Estado del rey Miguel el 23 de agosto de 1944. Con la Guardia perseguida, Antonescu se apoyó a partir de entonces en los antiguos seguidores del Partido Nacional Cristiano de Octavian Goga y Alexandru C. Cuza. En julio, diversos dirigentes legionarios fueron condenados in absentia a cadena perpetua a trabajos forzados o a largas penas de cárcel. De los 9352 legionarios detenidos, 2980 habían sido juzgados y, de ellos, 1842 condenados a penas de cárcel en agosto de 1941.